# Lon: The Series
Lon: The Series (หลอน เดอะซีรีส์; conosciuta comunemente come Haunted: The Series) è una serie televisiva antologica thailandese, andata in onda su Channel 9 MCOT HD nel 2016. Ogni episodio ha personaggi e trame autoconclusive, incentrate su temi dell'orrore.

## Personaggi e interpreti

### Principali
- Boy (ep. 1), interpretato da Pharanyu Rojanawuthitham "Tack".
- View (ep. 1), interpretata da Mint Tita.
- Ning (ep. 1), interpretata da Mananya Triyanon "Benz".
- Gung (ep. 1), interpretata da Pokchat Thiamchai "Jib".
- Nonno (ep. 2), interpretato da Rong Kaomulkadee.
- Nonna (ep. 2), interpretata da Seeda Puapimon.
- Pim (ep. 2), interpretata da Pattamawan Kaomulkadee "Yui".
- Gao (ep. 3), interpretata da Piya Pongkullapa "Giftza".
- Sugit (ep. 4), interpretato da Ruangsak Loychusak "James".
- Yok (ep. 4), interpretata da Sukonthawa Koetnimit "Mai".
- Met (ep. 5), interpretato da Nat Thewphaingam "Natthew"
- Sorella (ep. 5), interpretata da Utsanee Watthana "Nok".
- Maa (ep. 5), interpretato da Pattarapol Kantapoj "Dew".
- Padre di Met (ep. 5), interpretato da Supoj Chancharoen "Lift"
- Peema (ep. 6), interpretata da Ploy Horwang.
- Not (ep. 6), interpretato da Anuchit Sapanpong "Oh".
- Joon (ep. 6), interpretata da Arisara Thongborisut "Due".
- Nor Noo (ep. 6), interpretato da Anuchit Sapanpong "Oh".
- Git (ep. 7), interpretato da Phongsathon Liewrakolan "Got".
- Praym (ep. 8), interpretato da Premanan Sripanich "Fifa".
- Golf (ep. 8), interpretato da Nutchapan Paramacharenroj "Pepo".
- Golf (ep. 9), interpretato da Wasit Pongsopha "Champ".
- In (ep. 9), interpretata da Thanida Thanawat "Ploy".
- Ganon (ep. 10), interpretato da Kongkrapunt Sangsuriya.
- Erik (ep. 10), interpretato da David Asavanond.
- May (ep. 10), interpretata da Seo Ji-yeon.
- Chayt (ep. 10), interpretato da Winai Kraibutr "Mega".
- Pong (ep. 11), interpretato da Peemapol Panichtamrong "Peak".
- Tae (ep. 11), interpretato da Vitchapol Somkid "Nice"
- Ter (ep. 11), interpretato da Pawat Chittsawangdee "Ohm".
- Yor Yak (ep. 12), interpretata da Vasana Chalakorn, Phanmani Ratchanikon "Tom", Charm Osathanond e Mananya Limsatien "Bell".

## Episodi
| Stagione       | Episodi | Prima TV |
| -------------- | ------- | -------- |
| Prima stagione | 12      | 2016     |